# 1057 км (зупинний пункт)
1057 км — пасажирська зупинна платформа Лиманської дирекції Донецької залізниці.
Розташована на півночі м. Дружківка, Краматорський район, Донецької області. Платформа розташована на лінії Слов'янськ — Горлівка між станціями Дружківка (1 км) та Краматорськ (10 км).
На платформі зупиняються приміські поїзди.